# Mesochorus tucumanensis
Mesochorus tucumanensis är en stekelart som beskrevs av Dasch 1974. Mesochorus tucumanensis ingår i släktet Mesochorus och familjen brokparasitsteklar. Inga underarter finns listade i Catalogue of Life.